# Orexa
Orexa és un municipi de Guipúscoa, de la comarca del Tolosaldea. Es troba a mitjan vessant de la forest Uli, a 421 m d'altitud. S'accedeix a través d'un camí veïnal que surt a l'esquerra de la carretera nacional N-240 (Tolosa-Pamplona), una vegada travessat el veí poble de Lizartza.

## Barris
El seu nucli urbà és molt reduït, limitant-se pràcticament a l'ajuntament, l'església parroquial i un frontó de recent construcció. Aquest petit nucli rep el nom de Errebote Plaza (Plaça del Rebot). La major part de la població d'Orexa viu en caserius disseminats pel terme municipal. Aquests caserius s'agrupen en diversos barris. El barri format pels caserius agrupats en una zona més alta que Errebote, al llarg de l'antic camí de Gaztelu i l'ermita de San Marcos reben el nom de Intxaurpe. Els situats en la zona més baixa del municipi reben el nom de Elbarrene. Altres petits barris formats per uns pocs caserius són Belizturri, Beorte, Legasa, Narbaitzu i Sarregi. En els últims anys s'ha construït Urrutxugain, un barri de cases noves pegat al nucli del poble. Orexa posseïx un petit enclavament de terreny muntanyós situat a l'est de la resta del terme municipal denominat Zotzune.

## Demografia
| 1900 | 1910 | 1920 | 1930 | 1940 | 1950 | 1960 | 1970 | 1981 | 1991 | 2000 | 2005 | 2007 |  |
| ---- | ---- | ---- | ---- | ---- | ---- | ---- | ---- | ---- | ---- | ---- | ---- | ---- |  |
| 223  | 220  | 205  | 199  | 181  | 181  | 198  | 145  | 108  | 78   | 80   | 89   | 115  |  |

## Administració
| 2003 | Aritz Luloaga Malkorra (Orexarrak Bidean)            |
| 1999 | Miren Nekane Malkorra Beristain (Euskal Herritarrok) |
| 1995 | Joseba Imanol Elola Loidi (Independents)             |
| 1991 | José Antonio Iturrioz (HB)                           |
| 1987 | Mikel Atxega Malkorra(HB)                            |
| 1983 | Francisco Javier Iturrioz (HB)                       |
| 1979 | Joxe Atxega (Agrupació d'electors)                   |

## Personatges il·lustres
- Nicolás Ormaetxea, Orixe, poeta en basc